# محوطه خرابه نادرآباد
محوطه خرابه نادرآباد مربوط به دوره صفوی است و در شهرستان ابهر، بخش سلطانیه، دهستان سلطانیه، ۲۱۷۰ متری جنوب روستای نادرآباد واقع شده و این اثر در تاریخ ۱۸ شهریور ۱۳۸۷ با شمارهٔ ثبت ۲۳۲۵۱ به‌عنوان یکی از آثار ملی ایران به ثبت رسیده است.